# Rhagodoca ornata tenebrosa
Rhagodoca ornata tenebrosa es una subespecie de arácnido  del orden Solifugae de la familia Rhagodidae.

## Distribución geográfica
Se encuentra en Kenia.